# 堀部彦次郎
堀部 彦次郎（ほりべ ひこじろう、1860年4月8日（万延元年3月18日） - 1930年（昭和5年）8月30日）は、日本の実業家、政治家、衆議院議員（1期）。

## 経歴
伊予国宇和郡(のち愛媛県北宇和郡来村、現・宇和島市)生まれ。中津私学(慶應義塾分校)で学ぶ。愛媛県会議員、同条置委員、宇和島運輸(株)取締役、同頭取、宇和島銀行頭取、宇和島鉄道(株)社長、宇和島土地(株)専務取締役、堀部彦次郎商店、宇和島自動車各(株)取締役社長、宇和島商工会長となる。
1892年の第2回衆議院議員総選挙において愛媛6区から弥生倶楽部所属で立候補して当選した。衆議院議員を1期務め、1894年の第3回衆議院議員総選挙は不出馬。1930年に死去した。